# 毅行者

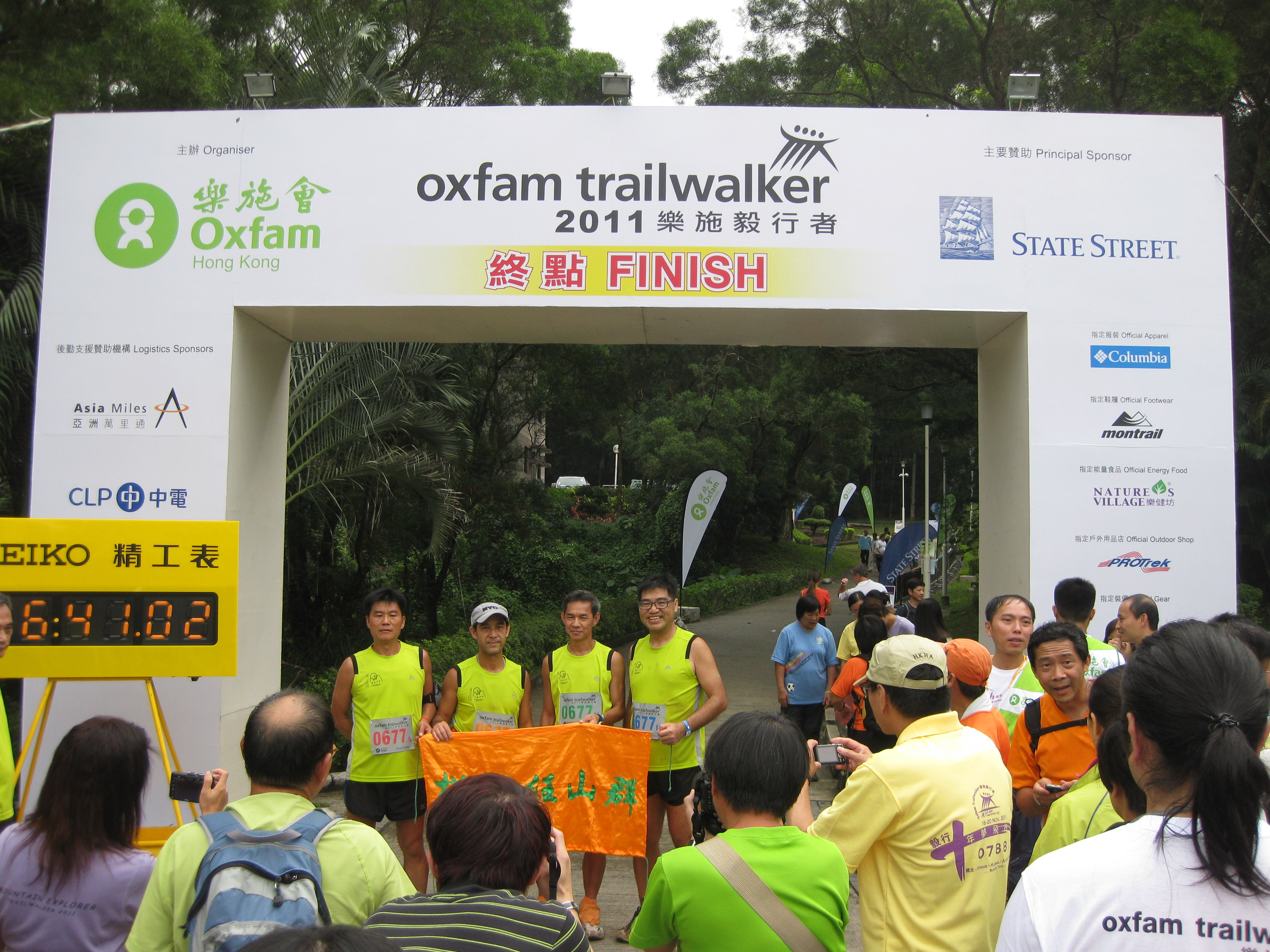
2011年香港毅行者終點

樂施毅行者（舊稱毅行者）是駐港英軍啹喀兵的一項步行籌款活動，首屆於1981年舉行，自此成為了香港最大規模及最主要的體育籌款活動，1986年樂施會應邀合辦，並首次公開讓市民參加。在1997年英軍撤離香港後，改由樂施會主辦，將原名「毅行者」改為「樂施毅行者」。每年籌得款項約佔該年籌款總額的15%，用於推行各項扶貧救災及倡議事務，為不同地域、性別的貧窮人改善生活，不分種族、宗教和政治界限。近年，樂施毅行者發展為國際性籌款活動，分別在英國、日本、比利時、澳洲和紐西蘭舉行。
樂施毅行者更帶動香港長途越野賽事的發展，大型越野賽事如The North Face 100、HK168、雷利衛徑長征、Vibram Hong Kong 100、康宏圖騰跑、元旦東北縱走、環大帽山越野跑 (Ultra Trail Tai Mo Shan)  及西貢30公里跑等賽事的誕生，都是拜此項賽事所賜。2018年，更有一個依樂施毅行者（2009-2018年賽道）相反方向走線的越野山賽《逆走100》誕生。
詳情請參閱樂施毅行者 （页面存档备份，存于），一切活動資料以官方公告為準。

## 起源
毅行者源於1981年駐港啹喀兵的女皇啹喀電訊團 Queen's Gurkha Signals (QGS) 的一項軍事演習。香港回歸前，英國長期派軍駐守香港，其中地面部隊大部分是尼泊爾僱傭兵（俗稱「啹喀兵」）。在1981年，第246團的李少校（Major S M A Lee）鼓勵士兵走完整條麥理浩徑作為訓練之用。那年舉辦了第一屆的的毅行者，由女皇啹喀電訊團籌辦。最初只開放給駐港英軍參與，軍人需要在24小時內完成賽事。除了1982年因福克蘭戰役停辦之外，毅行者一直舉行至今。1986年，樂施會開始合辦並開放給公眾參與。直至九七回歸前，駐港英軍陸續撤離，1995年是女皇啹喀電訊團最後一年籌辦毅行者。1997年香港回歸後，當年的毅行者正式改由樂施會獨自主辦，名稱改為「樂施毅行者」。

## 規則
- 參加者必須4人組成一隊，沿途必須互相扶持，一同報到，共同克服種種困難，挑戰體能極限。
- 參加者須於檢查站關閉前到達檢查站報到，否則當作未能完成賽事。
- 參加者須經過路線確認處計時地墊，否則當作行走捷徑。
- 每組隊伍最少提前3個月開始組織支援隊伍、計劃行程及不斷練習。
- 每支參加隊伍，最少須籌款達港幣8,000元。籌款達港幣38,000元的隊伍，將被列為特別隊伍，可優先參加來年的樂施毅行者。
- 參加隊伍需要翻越20多座高山，包括全港最高的大帽山（957米），48小時內完成100公里賽事。2024年40公里賽事須於20小時內完成。
- 活動起點為西貢北潭涌閘口，終點一般為哈羅國際學校。
- 各隊伍完成全程的時間，將以隊中最後一名成員抵達終點報到的時間為準。「樂施毅行者」是一項團隊活動，大會恕不會記錄個人成績。
- 樂施毅行者已被列入環勃朗峰超級越野耐力賽Ultra-Trail du Mont-Blanc (UTMB) 的合資格賽事。每隊完賽隊伍的每個隊員，均可獲UTMB的4分積分（2019年度新制），可用作報名下一年度有「山賽奧林匹克」之稱的環勃朗峰超級越野耐力賽 Ultra Trail du Mont Blanc賽事之用。

## 大會活動守則
2024版
1. 參加者必須於2024年11月15日活動日或以前年滿18歲或以上。
2. 每隊必須由四位隊員組成，並須於大會所通知的指定限期內（隨通知確認參加資格至隊長之電郵內）繳付登記費（每隊港幣1,600元正），及不遲於2024年10月15日或之前提交已確定隊員資料，以完成所有隊伍確認程序。隊伍於10月15日後才提交隊員資料，將會被收取更換隊員費用。
3. 各隊伍應盡量避免於活動前一個月更換隊員，於2024年11月8日以後提出的更換隊員申請將於活動當日才會受理。
4. 隊伍於起步時必須有四名隊員同行。活動當日，四名隊員必須按隊伍號碼於指定時間登記出發，未經大會同意，隊伍不得擅自更改出發時間。
5. 每支參加隊伍（包括於活動當日缺席及放棄出發之隊伍），最少須籌款港幣8,000元，惟特定籌款額隊伍及獲邀隊伍則須最少籌款港幣72,000元及港幣38,000元。未能籌得最低款額者，樂施會有權不接受其所有隊員日後申請參加「樂施毅行者」。籌款達港幣38,000元的隊伍，可獲「樂施毅行者2025」(11月)的「特別隊伍」資格。
6. 已獲確認參加資格的隊伍如欲退出，請繳交最低籌款額。
凡未能遵守上述規則之隊伍，樂施會有權不接受其所有隊員日後申請參加「樂施毅行者」的資格。
7. 各隊伍須於2024年12月17日或之前把捐款遞交至樂施會。所有在「樂施毅行者2024」籌款達港幣38,000元的隊伍，可成為「特別隊伍」獲得參加「樂施毅行者2025」11月活動之名額一個。
8. 大會沿途設置九個檢查站，所有參加隊伍必須四人共同進退，同時報到。隊友未到齊之前，個別隊員不得單獨離開檢查站。檢查站工作人員有權拒絕為隊員未齊或有隊員下落不明的隊伍辦理登記手續。
9. 大會嚴禁參加者使用捷徑，所有隊伍必須按大會指定路線走畢全程，方可獲得排名及競逐各組別之獎項。
10. 所有隊伍必須於檢查站關閉前辦妥登記手續，方可繼續參與活動。若隊伍未能於限時前到達下一個檢查站，大會有權為該隊伍登記為「退出」。
11. 部分路徑於活動期間或會相當擁擠，特別是前段路徑。為免影響他人，請讓路予步速較快者，以策安全。
12. 各隊伍完成全程的時間，將以隊中最後一名成員抵達終點報到的時間為準。「樂施毅行者」是一項團隊活動，大會恕不會記錄個人成績。
13. 選擇代表公司／團體的隊伍，必須報上公司／團體名稱。
14. 如受到惡劣天氣或其他不可預計之因素影響，引致活動無法如期在已公布路線進行，大會有權更改路線甚至暫停或取消活動，而恕不退回登記費及任何捐款。
15. 全隊四名隊員年齡為60歲至69歲（以11月15日計算），將被劃分為長青一組；而全隊四名隊員年齡為70歲或以上（以11月15日計算）則會被劃分為長青二組。
16. 大會建議各參加者自行購買保險。
17. 參加者須於報名時已經同意及簽署免責聲明，詳情可參閱網上版本https://www.oxfamtrailwalker.org.hk/zh-hant/disclaimer/。 （页面存档备份，存于）

## 賽道
- 2019年和2024年起
  - 麥理浩徑（第1段至第8段標距柱M152）→大帽山道→大帽山扶輪公園→麥理浩徑（第9段至第10段標距柱M174）→元荃古道→大棠自然教育徑→大欖林道大棠段→麥理浩徑（第10段標距柱M178-M193）→青盈路→珠海學院/哈羅國際學校

### 歷年賽道
- 2009年至2018年；2020年-2022年
  - 麥理浩徑（第1段至第8段標距柱M152）→大帽山道→大帽山扶輪公園→麥理浩徑（第9段至第10段標距柱M174）→大欖涌水塘塘畔小路→麥理浩徑（第10段標距柱M185-M177（逆行））→大欖林道大棠段→大棠自然教育徑→保良局賽馬會大棠渡假村
    - 由於大欖涌水塘檢查站之後賽道與麥理浩徑不同，大會在大欖桶水塘至終點間設置標距柱（OTW175-OTW198），供參賽者辨認。

- 1986年至2008年；2023年
  - 麥理浩徑（第1段至第8段標距柱M152）→大帽山道→大帽山扶輪公園→麥理浩徑（第9段至第10段標距柱M174）→大欖涌水塘塘畔小路→麥理浩徑（第10段標距柱M185-M193）→青盈路→寶隆軍營（1986年至2008年）/屯門國際十字路會（2023年）

## 檢查站、路線確認處及罰時檢查點

### 檢查站
大會於賽道均設有檢查站，供參加者報到及提供補給之用。各檢查站關閉時間不同，參加者須於檢查站關閉前到達檢查站報到，否則當作未能完成賽事。檢查站位置如下︰
- 西灣（15.9公里）
- 北潭凹（24.8公里）
- 水浪窩／企嶺下（34.7公里）
- 基維爾營地（47.4公里）
- 筆架山（55.1公里）
- 走私坳警察射擊場（61.0公里）
- 鉛礦坳（69.5公里）
- 大帽山扶輪公園（78.4公里）
- 大欖涌水塘吉慶橋（87.9公里）
- 哈羅國際學校（終點）（100公里）

### 路線確認處及罰時檢查點
鑑於毅行者賽道途中有其他行山路徑供行山人士選擇，故參加者有機會行走捷徑以縮短比賽時間。為確保比賽能公平進行，大會分別設置路線確認處和罰時檢查點，以防止參加者在比賽途中走捷徑。所有參加者必須經過路線確認處，否則整隊的總時間將會被額外增加120分鐘。2017年起，大會增設罰時檢查點，若有任何參加者在罰時檢查點被計時地墊錄得時間記錄，整隊的總時間將會被額外增加120分鐘。
- 2009年-2018年；2020年-2022年，毅行者在九號檢查站（大欖涌水塘）至終點（保良局賽馬會大棠渡假村）之間設置一個路線確認處，地點為︰
  - OTW187 (M183) 大欖涌水塘手臂彎

- 2016年，毅行者路線確認處數目由一個增加為三個︰
  - M098 扎山道觀音亭
  - M133 城門林道針山段
  - OTW187 (M183) 大欖涌水塘手臂彎[4]

- 2017年起，毅行者取消扎山道觀音亭和城門林道針山段路線確認處，並於以下地點增設罰時檢查點：[5]
  - M099 吊草岩近觀坪路

- 2019年和2024年，毅行者罰時檢查點數目由一個增加為兩個，同時取消大欖涌水塘手臂彎路線確認處︰
  - M099 吊草岩近觀坪路
  - M175 大榄林道大棠段近元荃古道入口

## 歷年重要紀錄
- 1986
  - 樂施會首屆聯同啹喀福利基金及一間香港傷殘人士服務機構合辦毅行者。
  - 首次公開讓市民參加，最後更由一市民隊奪得冠軍。
- 1992
  - 首年使用電腦條碼標籤，追蹤參加者的位置。
  - 位於葵涌的毅行者中心開幕，為弱智成人提供培訓及輔導。
- 1996
  - 啹喀兵團隊最後一年參加樂施毅行者，並贏得冠軍，成績為13小時28分。
- 1997
  - 厚達160頁，記錄1986至1996年毅行者活動片段的彩色圖冊《毅行者》出版。
- 1999
  - 道富集團（State Street）開始贊助這項活動。
- 2000
  - 首次加設超級毅行者組別；由特首董建華先生出席記者會，支持18隊超級毅行者隊伍，其中12隊於大會規定的18小時內完成100公里，獲頒發超級毅行者證書。
- 2004
  - 最快完成時間紀錄：Securicor隊以11小時57分完成100公里麥理浩徑，勇奪冠軍並締造新紀綠。
  - 完成人數刷新紀錄：3,266名參加者順利完成100公里，完成率高達88%，為歷年之冠。
  - 人生毅行者鳯凰衛視女主播劉海若小姐從北京來港，擔任起步禮主禮嘉賓，並與4,000多名參賽者一同踏上麥理浩徑。
- 2005
  - 樂施會特別邀請了兩位海嘯生還者從斯里蘭卡來港擔任開步禮嘉賓。
- 2006
  - 樂施毅行者25週年銀禧紀念。
  - 籌款數字刷新紀錄：籌得超過港幣2,200萬，超越籌款目標。
  - 25年以來，逾5萬多名參加者走過的路，足以環繞地球100周。
- 2007
  - 總籌款額超過港幣2,700萬元。
  - 3位本港出色傷殘運動員—余翠怡小姐、蘇樺偉先生、葉少康先生聯同兩度奪得「道富堅毅不屈大獎」的余美芳女士，組成特別隊伍，宣揚樂施毅行者精神。
  - Fire Services Team Beyond Limits隊以12小時24分的佳績完成100公里麥理浩徑，勇奪冠軍。
- 2008
  - 共有超過3,089名參加者成功走過100公里的麥理浩徑，完成率為80%
  - 總籌款額超過2,200萬元
  - 樂施會邀請跨越512四川地震災民及義工隊參與活動，宣揚樂施毅行者精神
  - 冠軍隊G4S隊以11小時52分完成全程，成為全場總冠軍隊伍，並刷新大會紀錄
  - 全球共有7個地方舉行樂施毅行者：新西蘭、澳洲墨爾本、澳洲悉尼、日本、英國、比利時及香港
- 2009
  - 因寶隆軍營被政府收回，香港樂施毅行者終點於2009年起改為元朗保良局賽馬會大棠渡假村。新路線比以往路線長約兩公里。為防止參加者在比賽途中走捷經，在九號檢查站（大欖桶水塘）至終點之間將設置路線確認處。
  - 香港樂施毅行者活動期間寒冷天氣警告及強烈季候風信號同時生效，稱得上為香港毅行史上天氣最冷的一屆。
  - 中國人民解放軍駐香港部隊首次參與樂施毅行者，派出兩隊共8名代表參與，並以12小時17分及12小時40分的成績分別奪得冠軍及亞軍。
- 2010
  - 參加人數共有1,150隊，即共約4,600人獲得參加資格，為歷屆之冠
- 2011
  - 截肢者馮錦雄連同團隊（編號0400）以29小時28分完成全程，成為首位完成樂施毅行者的截肢人士，他並獲是屆「道富堅毅不屈大獎」[6]。
- 2012
  - Salomon France派出一隊包括由歐洲冠軍級跑手Julien Chorier、Francois D'Haene、Michel Lanne及Andy Symonds組成的隊伍參賽，並以11小時12分奪冠。亞軍隊伍Salomon Bonaqua Racing僅以4分鐘之差於11小時16分完成。季軍The North Face亦於11小時52分到達終點，為首次前三名隊伍皆於12小時之內完成比賽。[7]
- 2013
  - 第一批參加者出發後，一批西灣村村民因不滿政府擬將大浪西灣納入郊野公園，發起「封村」行動，由上午9時至下午2時，用橫額及鐵絲網堵塞入村的道路，令參賽者不能通過。大會其後宣布路線有改動，不會進入西貢西灣村。大會表示，第2批出發的參加者將改行吹筒坳、西灣路、北潭路，經北潭郊遊徑往2號檢查站，經改動後，全程縮短3公里。[8]
- 2016
  - 鑑於過往毅行者比賽中有部份參加者行走捷經，為了使比賽能公平進行，毅行者路線確認處數目將會由一個增加為三個。[4]
  - 毅行者比賽首次使用晶片計時系統，以準確計算參加者時間。每位參加者離開檢查站和路線確認處時必須經過計時地墊，否則不能計算成績或視作行走捷徑論。
- 2017
  - 鑑於過往毅行者比賽中有部份參加者行走捷徑，為了使比賽能公平進行，除了增設路線確認處外，還增設罰時檢查點，若有任何參加者在罰時檢查點被計時地墊錄得時間記錄，整隊的總時間將會被額外增加120分鐘。同時，路線確認處數目由三個減少至一個。
- 2019
  - 香港樂施毅行者終點於2019年起由元朗保良局賽馬會大棠渡假村改為屯門珠海學院。為確保路線總長度達100公里，路線作出相應更改，到達大欖涌水塘吉慶橋後，繞經元荃古道及大棠燒烤場後才返回麥理浩徑。同時為了使比賽能公平進行、防止部份參加者行走捷徑，毅行者罰時檢查點數目將會由一個增加為兩個。
  - 毅行者首次使用SPORTident AIR+計時系統，參加者必須全程配戴大會所提供的計時指卡，以紀錄活動成績，並必須在離開活動前交還。如計時指卡遺失或損壞，參加者須照價賠償HK$700。
  - 鑑於反修例運動引致社會狀況不穩，樂施會決定取消「樂施毅行者2019」；受影響參賽隊伍可選擇保留參賽名額至樂施毅行者2020年或退款。[9]
- 2020
  - 鑑於「樂施毅行者2019」有超過八成隊伍選擇保留名額至2020年，因此「樂施毅行者2020」不設公開報名及抽籤[10]。
  - 終點再次改為元朗保良局賽馬會大棠渡假村，而九號檢查站至終點路線與2009–2018年毅行者相同。
  - 基於2019冠狀病毒病疫情仍然存在不確定因素，樂施會決定將賽事延至2021年1月下旬舉行，仍維持‘樂施毅行者2020’名稱，惟終點改為元朗大棠燒烤場[11]；受影響參賽隊伍可選擇繼續參與2021年1月舉行之「樂施毅行者2020」、不參與2021年1月舉行之「樂施毅行者2020」但保留「樂施毅行者2021」參賽名額（籌款額必須達到$7600或以上及籌款額不能轉移至「樂施毅行者2021」)或退款（不參與「樂施毅行者2020」和「樂施毅行者2021」）[12]。
  - 鑑於2019冠狀病毒病疫情仍然存在不確定因素，樂施會決定取消「樂施毅行者2020」；受影響參賽隊伍可選擇參與2021年2-3月舉行之「樂施毅行者2020線上行」、不參與2021年2-3月舉行之「樂施毅行者2020 線上行」但保留「樂施毅行者2021」參賽名額（籌款額必須達到$7600或以上及籌款額不能轉移至「樂施毅行者2021」）或退款（不參與「樂施毅行者2020」和「樂施毅行者2021」）。[13]
- 2021年
  - 鑑於2019冠狀病毒病疫情仍然存在不確定因素，加上政府實施限聚令等社交距離措施，「樂施毅行者2021」將實施以下防疫措施：
    - 參賽隊伍由約1300隊減少至約800隊，公開抽籤隊伍數目減少至200隊
    - 參加者須於比賽前14天完成接種兩劑新冠疫苗
    - 參加者須於比賽前48小時內自費完成檢測，並提交陰性檢測報告
    - 不建議參加者讓親朋好友於活動期間到現場作任何支援
    - 大會將於每個檢查站提供不同種類食物、飲料及增加其數量，以減少各檢查站逗留人士數目

  - 倘若「樂施毅行者2021」因疫情等因素而不能順利舉行，大會將舉辦「樂施毅行者 – Virtually Together」取代前者。屆時所有「樂施毅行者2021」參加者必須參加「樂施毅行者 – Virtually Together」，不能退隊、退款及將參賽名額轉移至「樂施毅行者2022年」。[14]
  - 鑑於疫情仍然存在不確定因素，加上賽道沿途屬於公眾地方，難以判定公眾與參加者的接觸，而且活動時間長達48小時，加上實體活動需連續三天橫跨多區舉行，而且涉及4000多名參賽者及義工，政府認為當中仍存在傳播疫情風險，因此最終不能獲批「豁免羣組聚集」申請，參賽者可以選擇參加「樂施毅行者2021 – VIRTUALLY TOGETHER」或退回所有款項，包括報名費、登記費及捐款。[15]
- 2022年
  - 鑑於疫情仍然存在不確定因素，加上政府實施限聚令等社交距離措施，「樂施毅行者2022」將分為實體賽和「樂施毅行者2022 - VIRTUALLY TOGETHER」。
  - 「樂施毅行者2022」實體賽將順延至2023年2月24-26日舉辦[16]，並實施以下防疫措施：
    - 參賽隊伍由約1300隊減少至600隊，如申請隊伍數目多於600隊，「樂施毅行者2021 – VIRTUALLY TOGETHER」籌款達2萬元的隊伍將優先獲派名額，剩餘的再以抽籤形式分配。
    - 參加者須於比賽前14天持有疫苗通行證「藍碼」（後來獲撤銷）
    - 參加者須於比賽前48小時內自費完成核酸檢測，並提交陰性檢測報告（後來獲撤銷）
    - 參加者須於比賽當日完成快速抗源測試，並提交陰性檢測報告
    - 不建議參加者讓親朋好友於活動期間到現場作任何支援
    - 大會將於每個檢查站提供不同種類食物、飲料及增加其數量，以減少各檢查站逗留人士數目

  - 「樂施毅行者2022 - VIRTUALLY TOGETHER」將於2022年11月26日至12月18日舉行，規則如下：
    - 「樂施毅行者2022 - VIRTUALLY TOGETHER」分為三個組別 -「並肩行」、「快活行」及「慢活行」，參加者須參與上述其中一項組別，分二至四次於指定時間內完成共約100公里的路徑。
      - 「並肩行」只能分兩次（58.1公里和39.5公里）完成指定共約100公里的路徑
      - 「快活行」只能分三次（34.58公里、23.3公里和39.5公里）完成指定三段共約100公里的路徑
      - 「慢活行」只能分四次（34.58公里、23.3公里、20.3公里及19.2公里）完成指定四段共約100公里的路徑

    - 活動將採用實時追蹤應用程式 「TRAILME」，每位參加者出發前必須預先下載及登記，並獲取該登記路線之虛擬號碼，以便記錄參加隊伍活動當日的路程及時間、追蹤其進度。大會只以「TRAILME」流動應用程式為準，不接受其他手提電話流動應用程式和定位手錶時間記錄。
    - 每隊籌款額不少於港幣$2800
    - 大會只會以每隊首次完成之時間作實，若隊伍其後獲得更佳完成時間，大會不會記錄
    - 每隊之完成時間以全隊中最先出發及最慢完成100公里的隊員為準
    - 四位隊員必須同時於15分鐘內全隊出發，否則會被取消參加資格（即四人不可分隔超過15分鐘出發）。[17]
- 2023年
  - 香港樂施毅行者終點於2023年起由元朗保良局賽馬會大棠渡假村改為屯門國際十字路會，同時取消大欖涌水塘手臀彎路線確認處。[18]
- 2024年
  - 為慶祝毅行者舉辦40週年，2024年樂施毅行者除100公里賽事外，還增設40公里賽事。40公里賽事由保良局北潭涌渡假營至大老山基維爾軍營，限時20小時[19]。
  - 100公里賽事終點改為哈羅國際學校。此外，为确保路线总长度达100公里，路线作出相应更改，到达大榄涌水塘吉庆桥后，绕经元荃古道及大棠烧烤场后才返回麦理浩径。同时为了使比赛能公平进行、防止部份参加者行走捷径，毅行者罚时检查点数目将会由一个增加为两个（與2019年相同）。

## 3項新紀錄產生
- 新興遨遊人II隊刷新男女混合組新紀錄：14小時09分；
- LGT Bank Team Green Women隊創下女子組新紀錄：14小時11分；
- The Ancient Mariners隊以15小時24分締造長青組新紀錄。

## 籌款
- 2003年籌款超過1,840萬。
- 2004年籌款超過2,000萬。
- 2005年籌款超過2,000萬。
- 2006年籌款超過2,200萬。
- 2007年籌款超過2,700萬。
- 2008年籌款超過2,200萬。
- 2009年籌款超過2,700萬。
- 2010年籌款超過2,600萬。
- 2011年籌款超過2,700萬。
- 2012年籌款超過2,800萬。
- 2013年籌款超過2,900萬。
- 2014年籌款超過3,200萬。
- 2015年籌款超過3,300萬。
- 2016年籌款超過3,400萬。

26年來合共籌得接近港幣3億元捐款

## 成績、獎項和證書

### 獎項和證書
由於本活動是遠足籌款活動，不是競賽活動，因此並沒有設立冠亞季軍。但有以下獎項和證書︰
| 隊際證書           | 全隊成功於48小時內完成全程，每名隊員獲發一張，並可獲得活動排名。                       |
| 個人證書           | 未能全隊於48小時內完成全程，個別於限時內走畢全程的隊員將可獲發此證書。                 |
| 樂施超級毅行者證書 | 全隊於18小時內完成全程，可獲發此證書；否則將獲頒發「隊際證書」或「個人證書」。         |
| 速度獎             | 頒予全場總冠、亞、季軍，及各組別中最快完成全程的隊伍或機構（必須全隊在24小時內完成）。 |
| 籌款獎             | 頒予各組別中籌款最多的隊伍或機構（籌款額必須超過港幣20萬元）。                         |
| 傑出籌款獎         | 頒予籌款達港幣10萬元的隊伍。                                                           |
| 傑出網上籌款獎     | 頒予網上籌款最多的首兩支隊伍（籌款額必須超過港幣10萬元）。                             |

### 完成時間排行榜(2024)

#### 2009年起新紀錄
(由於2009終點站由屯門遷往元朗，新路線比以往長，因此大會將由2009年起重新計算速度紀錄)
大會最快紀錄為10小時58分，是由S03 隊伍「Team Columbia S1」 於2013年所創下的紀錄。（2013年因示威縮短3公里）
| 组别               | 隊伍                                             | 年份 | 完成時間 |
| 樂施超級樂施毅行者 | Team Columbia S1 (S03)                           | 2013 | 10:58    |
| 樂施毅行者         | PLA HK Garrison 中國人民解放軍駐香港部隊 (0008)  | 2009 | 12:35    |
| 男子組             | Team Columbia S1 (S03)                           | 2013 | 10:58    |
| 女子組             | Blister Sisters (S38)                            | 2012 | 13:53    |
| 男女混合組         | 8004                                             | 2022 | 12:01    |
| 長青組 50+         | Vibram Hong Kong 健行群山長青小隊 (S20)          | 2012 | 14:01    |
| 長青組 60+         | 花甲威龍 (0548)                                  | 2014 | 19:41    |
| 會計業組           | KPMG HKTR Bros 2016 (S29)                        | 2016 | 14:33    |
| 會社及團體組       | PLA HK Garrison 中國人民解放軍駐香港部隊 (S49)   | 2009 | 12:17    |
| 教育組             | Institution of Engineering and Technology (8018) | 2023 | 15:37    |
| 金融組             | Convoy Cosmoboys Team 1 (S01)                    | 2012 | 12:25    |
| 普通公司組         | Team Columbia S1 (S03)                           | 2013 | 10:58    |
| 政府或軍方機構組   | PLA HK Garrison 中國人民解放軍駐香港部隊 (S50)   | 2010 | 11:59    |
| 醫護組             | 8004                                             | 2022 | 12:01    |
| 酒店業組           | InterContinental Hong Kong Team 1 (5030)         | 2013 | 16:50    |
| 自由組合           | Team Nepal (S51)                                 | 2013 | 11:01    |
| 資訊科技組         | 善跑 (S04)                                       | 2015 | 12:52    |
| 保險業組           | 亞洲保險 Cosmoboys Team 1 (8126)                 | 2018 | 13:15    |
| 物流及運輸組       | Frontier (8062)                                  | 2018 | 22:52    |
| 製造業組           | AWOO Team Nepal (S05)                            | 2016 | 11:01    |
| 傳媒組             | ASIA TRAIL (0371)                                | 2015 | 13:54    |
| 房地產及物業管理組 | 常餐 (8117)                                      | 2018 | 15:19    |
| 社會服務組         | 8006                                             | 2022 | 11:38    |
| 旅遊業組           | 追峰-天鷹 (5016)                                 | 2010 | 13:40    |
| 旅遊及酒店業組     | 0228                                             | 2022 | 17:50    |

#### 2008年及以前屆份
| 組別                        | 隊伍                                         | 年份 | 完成時間 |
| 超級樂施毅行者              | G4S                                          | 2008 | 11:52    |
| 樂施毅行者                  | PowerBar天鷹Salomon –洪葉事粦                | 2008 | 13:52    |
| 男子組                      | G4S                                          | 2008 | 11:52    |
| 女子組                      | LGT Bank Team Green Women                    | 2007 | 14:11    |
| 男女混合組                  | Sunhing Cosmoboys 2                          | 2007 | 14:09    |
| 長青組 50+                  | Macquarie Ancient Mariners                   | 2007 | 15:24    |
| 會計師組                    | Hang Hang Team A                             | 2007 | 18:54    |
| 財務組                      | Convoy Cosmoboys 1                           | 2008 | 13:57    |
| 社團組                      | Protrek Montrail Dudes                       | 2003 | 13:19    |
| 教育組 (始自2001年)         | Hang Hang Team B                             | 2007 | 16:22    |
| 普通公司組                  | G4S                                          | 2008 | 11:52    |
| 公務員組                    | Fire Services Team Beyond Limits             | 2007 | 12:24    |
| 醫護組                      | Hang Hang – 旅行家                           | 2008 | 15:39    |
| 資訊科技組 (始自2000年)     | PowerBar KinHang-DCats                       | 2007 | 15:42    |
| 個人組                      | Merrell                                      | 2003 | 13:25    |
| 保險業組                    | CMG Cosmo Boys                               | 1999 | 13:54    |
| 法律事務組                  | Kin Hang –(G)                                | 2004 | 14:55    |
| 製造業組 (始自2002年)       | Sunhing Cosmoboys 1                          | 2007 | 12:26    |
| 傳媒組 (始自2002年)         | Kinhang C                                    | 2005 | 16:21    |
| 社會服務組 (始自2002年)     | Intertouch – Friends of the Samaritans       | 2008 | 18:27    |
| 旅遊業組                    | PowerBar 天鷹 Salomon -洪葉業粦              | 2008 | 13:52    |
| 軍人組                      | 10GR”B” Team                                 | 1993 | 13:18    |
| 元老組 (1994年或以前)       | Athletic Veterans of HK                      | 1987 | 16:57    |
| 元老組 40-50 (1995年或以後) | Kin Hang V-40                                | 1998 | 16:43    |
| 元老組 50+ (1995年或以後)   | The Ancient Mariners                         | 2002 | 17:51    |
| 地產組 (至2000年)           | Land Administration Dept (The Landed Gentry) | 1993 | 18:25    |

## 站外鏈結
- 樂施毅行者 （页面存档备份，存于）
- Oxfam trailwalker Hong Kong （页面存档备份，存于）